# Xyris kradungensis
Xyris kradungensis är en gräsväxtart som beskrevs av B.Hansen. Xyris kradungensis ingår i släktet Xyris och familjen Xyridaceae. Inga underarter finns listade i Catalogue of Life.